# Celestial Mechanics and Dynamical Astronomy
Celestial Mechanics and Dynamical Astronomy (littéralement « Mécanique céleste et astronomie dynamique ») est une revue scientifique traitant d'astronomie et d'astrophysique. Elle est créée en juin 1969 sous le nom de Celestial Mechanics. Le journal est édité par Springer Science+Business Media et le rédacteur en chef est Sylvio Ferraz-Mello (Université de São Paulo).

## Résumé et indexation
Le journal est résumé et indexé dans :
- Science Citation Index Expanded
- Scopus (Elsevier)
- Inspec
- Astrophysics Data System
- Zentralblatt MATH
- ProQuest (en)
- Academic OneFile (en)
- Current Contents/Physical, Chemical and Earth Sciences
- Earthquake Engineering Abstracts (en)
- Engineered Materials Abstracts (en)
- GeoRef
- INIS Atomindex (en)
- International Bibliography of Book Reviews
- International Bibliography of Periodical Literature (en)
- Mathematical Reviews

Selon le Journal Citation Reports, la publication à un facteur d'impact de 2,319 en 2012.